# Microrhopala hecate
Microrhopala hecate es una especie de insecto coleóptero de la familia Chrysomelidae.
Fue descrita científicamente en 1841 por Edward Newman.